# マリア・ファラントゥーリ
マリア・ファラントゥーリ（ギリシア語: Μαρία Φαραντούρη、Maria Farantouri (Maria Farandouri)、1947年11月28日 - ）は、ギリシャの歌手、政治家、文化活動家。ファラントゥーリは、著名なギリシャの作曲家たちたちと共同作業をしてきたが、その中には、チリの詩人パブロ・ネルーダの「大いなる歌 (Canto General)」に曲を付けたミキス・テオドラキスも含まれており、ファラントゥーリは、この曲も歌っている。
1967年から1974年まで続いたギリシャの軍事政権期には、ファラントゥーリは、ミキス・テオドラキスとともに、ヨーロッパで軍政に抗議するプロテストソングをレコーディングしていた。1971年には、イギリスのギタリスト、ジョン・ウィリアムスとともに、アルバム『Songs and Guitar Pieces by Theodorakis』をレコーディングし、その中でスペインの詩人フェデリコ・ガルシーア・ロルカの7篇の詩を取り上げた。ファラントゥーリは、スペイン語（「アスタ・シエンプレ」）、イタリア語、英語（「ジョー・ヒル」、ベルトルト・ブレヒトの『マハゴニー (Aufstieg und Fall der Stadt Mahagonny)』からの歌「アラバマ・ソング」）など、ギリシャ語以外の言語でも歌ったが、マノス・ハチダキス、エレニ・カラインドルー、ミカリス・ブーブリス (Mikalis Bourboulis) （「サン・エレクトラ」、「トラ・セロ」）といったギリシャの作曲家の作品も取り上げ、ヴァンゲリスの伴奏によってヴォーカルと器楽の美しい融合を実現している。ファラントゥーリは連作歌曲も取り上げて歌っている。
ファラントゥーリの声は、低めのコントラアルトで、声域は1オクターヴ半ほどである。
ファラントゥーリは、1989年から1993年まで、全ギリシャ社会主義運動 (ΠΑΣΟΚ、PASOK) からギリシャ議会の議員になっていた。
ファラントゥーリは、PASOK所属の政治家ティレマコス・チトリス (Tilemachos Chitiris) と結婚している。

## ディスコグラフィ
- エレニ・カラインドルーとの共作
  - Elegy of the Uprooting (ECM, 2005)
- チャールズ・ロイド (Charles Lloyd) との共作
  - Athens Concert (ECM, 2010)